# Женска фудбалска репрезентација Нигерије
Женска фудбалска репрезентација Нигерије (енгл. Nigeria women's national football team) је национални фудбалски тим који представља Нигерију на међународним такмичењима и под контролом је Фудбалског савеза Нигерије (НФФ) (енгл. Nigeria Football Federation), владајућег тела за фудбал у Нигерији.
Женска репрезентација Нигерије је далеко најуспешнија афричка женска репрезентација која је освојила рекордних једанаест титула Афричког женског купа нација, са својом последњом титулом 2018. године, након што је победила Јужну Африку у финалу. Тим је уједно и једина женска репрезентација из Афричке фудбалске конфедерације која је стигла до четвртфинала и на Светском првенству у фудбалу за жене и у фудбалу на Летњим олимпијским играма.
Оне су такође један од ретких тимова на свету које су се квалификовале за свако издање ФИФА Светског првенства за жене, са својим најбољим учинком на Светском првенству за жене 1999. године где су стигли до четвртфинала.

## Историја
Женска репрезентација је својила првих седам афричких првенстава и током својих првих двадесет година изгубиле само пет утакмица са афричких такмичења, 12. децембра 2002. од Гане у Варију, 3. јуна 2007. у Алжиру, 12. августа 2007. од Гане у квалификацијама за Олимпијске игре, 25. новембра 2008. на Екваторијалној Гвинеји у полуфиналу афричког првенства у фудбалу за жене 2008. и маја 2011. у Гани у квалификационој утакмици за Афричке игре.
Међутим, Супер соколице нису могли да доминирају изван Африке у аренама као што су ФИФА Светско првенство за жене или Олимпијске игре. Тим је био на сваком Светском првенству од 1991. године, али је само једном успео да заврши међу осам најбољих. 2003. године, Супер соколице су се испоставили као највеће разочарење првог кола, нису постигли ниједан гол и изгубили сва три меча Групе А.
| Селекција        | Бод | Ута | Поб | Нер | Изг | ГД | ГП | ГР  |
| ---------------- | --- | --- | --- | --- | --- | -- | -- | --- |
| Сједињене Државе | 9   | 3   | 3   | 0   | 0   | 11 | 1  | 10  |
| Шведска          | 6   | 3   | 2   | 0   | 1   | 5  | 3  | 2   |
| Северна Кореја   | 3   | 3   | 1   | 0   | 2   | 3  | 4  | −1  |
| Нигерија         | 0   | 3   | 0   | 0   | 3   | 0  | 11 | −11 |

Мало боље су прошли 2007. године, ремизирајући само у једном мечу групе Б. Међутим, суочиле су се са групом смрти и 2003. и 2007., оба пута груписане са растућом азијском силом Северном Корејом, традиционалном европском силом Шведском и историјском женском суперсилом у САД.
| Селекција        | Бод | Ута | Поб | Нер | Изг | ГД | ГП | ГР |
| ---------------- | --- | --- | --- | --- | --- | -- | -- | -- |
| Сједињене Државе | 7   | 3   | 2   | 1   | 0   | 5  | 2  | 3  |
| Северна Кореја   | 4   | 3   | 1   | 1   | 1   | 5  | 4  | 1  |
| Шведска          | 4   | 3   | 1   | 1   | 1   | 3  | 4  | −1 |
| Нигерија         | 1   | 3   | 0   | 1   | 2   | 1  | 4  | −3 |

Нигерија је по трећи пут била домаћин финала афричког првенства за жене 2006. године, које је потом отказано због озбиљног избијања насиља изазваног насиљима у нигеријској области, и била је замењена Габоном, који је првобитно добио право да буде домаћин, али се касније повукла због финансијских потешкоћа, Репрезентација Нигерије је у финалу победила Гану са 1 : 0 и освојила куп седми пут заредом. Овим резултатима репрезентације Нигерије и Гане, доспевши у финале, су представљали Африку у Кини на Светском првенству у фудбалу за жене 2007. године.
„Фалконетси“ су јуниорски тим земље (У-20), који је наступио заслужно на ФИФА Светском првенству за жене до 20 година одржаном у Русији 2006. када су победиле Финску са 8 : 0 пре него што их је Бразил послао кући у четвртфиналу. Биле су другопласиране у Немачкој на Светском првенству за жене 2010. за У-20. Нигерија је такође играла на ФИФА Светском првенству за жене до 20 година 2014. одржаном у Канади и изгубила од Немачке у финалу 0 : 1, Асисат Ошоала је на том првенству добила и златну лопту и златну копачку.

## ФИФА рангирање
Ажурирано 17. јул 2021
  Најбоља позиција    Најбољи помак    Најлошија позиција    Најгори помак  
| Историја светског рангирања ФИФА − Јужна Кореја (жене) | Историја светског рангирања ФИФА − Јужна Кореја (жене) | Историја светског рангирања ФИФА − Јужна Кореја (жене) | Историја светског рангирања ФИФА − Јужна Кореја (жене) | Историја светског рангирања ФИФА − Јужна Кореја (жене) | Историја светског рангирања ФИФА − Јужна Кореја (жене) | Историја светског рангирања ФИФА − Јужна Кореја (жене) | Историја светског рангирања ФИФА − Јужна Кореја (жене) | Историја светског рангирања ФИФА − Јужна Кореја (жене) | Историја светског рангирања ФИФА − Јужна Кореја (жене) | Историја светског рангирања ФИФА − Јужна Кореја (жене) | Историја светског рангирања ФИФА − Јужна Кореја (жене) |
|                                                        | Позиција                                               | Година                                                 | Утакмица играно                                        | Поб                                                    | Изг                                                    | Нер                                                    | Најбољи                                                | Најбољи                                                | Најлошији                                              | Најлошији                                              |                                                        |
| Поз                                                    | Позиција                                               | Година                                                 | Утакмица играно                                        | Поб                                                    | Изг                                                    | Нер                                                    | Помак                                                  | Поз                                                    | Помак                                                  |                                                        |                                                        |
| ------------------------------------------------------ | ------------------------------------------------------ | ------------------------------------------------------ | ------------------------------------------------------ | ------------------------------------------------------ | ------------------------------------------------------ | ------------------------------------------------------ | ------------------------------------------------------ | ------------------------------------------------------ | ------------------------------------------------------ | ------------------------------------------------------ | ------------------------------------------------------ |
|                                                        | 38                                                     | 2021                                                   | 6                                                      | 3                                                      | 2                                                      | 1                                                      | 37                                                     | 0                                                      | 38                                                     | 1                                                      |                                                        |

## Достигнућа
Утакмице и голови закључно са октобром 2020.
Играчи чија су имена означена подебљаним словима су и даље активни, барем на клупском нивоу.
| # | Име         | Утакмица | Голови | Период    |
| - | ----------- | -------- | ------ | --------- |
| 1 | Морин Ммаду | 101      | ?      | 1993–2011 |

| # | Име             | Голови | Утакмица | Однос | Период    |
| - | --------------- | ------ | -------- | ----- | --------- |
| 1 | Перпетуа Нквоча | 80     | 99       | 0.81  | 1999–2015 |

## Такмичарски рекорд

### Светско првенство за жене
| Светско првенство у фудбалу за жене − резултати | Светско првенство у фудбалу за жене − резултати | Светско првенство у фудбалу за жене − резултати | Светско првенство у фудбалу за жене − резултати | Светско првенство у фудбалу за жене − резултати | Светско првенство у фудбалу за жене − резултати | Светско првенство у фудбалу за жене − резултати | Светско првенство у фудбалу за жене − резултати | Светско првенство у фудбалу за жене − резултати |
| Година                                          | Резултат                                        | Позиција                                        | Ута                                             | Поб                                             | Нер                                             | Изг                                             | ГД                                              | ГП                                              |
| ----------------------------------------------- | ----------------------------------------------- | ----------------------------------------------- | ----------------------------------------------- | ----------------------------------------------- | ----------------------------------------------- | ----------------------------------------------- | ----------------------------------------------- | ----------------------------------------------- |
| 1991                                            | Групна фаза                                     | 10.                                             | 3                                               | 0                                               | 0                                               | 3                                               | 0                                               | 7                                               |
| 1995                                            | Групна фаза                                     | 11.                                             | 3                                               | 0                                               | 1                                               | 2                                               | 5                                               | 14                                              |
| 1999                                            | Четвртфинале                                    | 7.                                              | 4                                               | 2                                               | 0                                               | 2                                               | 8                                               | 12                                              |
| 2003                                            | Групна фаза                                     | 15.                                             | 3                                               | 0                                               | 0                                               | 3                                               | 0                                               | 11                                              |
| 2007                                            | Групна фаза                                     | 13.                                             | 3                                               | 0                                               | 1                                               | 2                                               | 1                                               | 4                                               |
| 2011                                            | Групна фаза                                     | 9.                                              | 3                                               | 1                                               | 0                                               | 2                                               | 1                                               | 2                                               |
| 2015                                            | Групна фаза                                     | 21.                                             | 3                                               | 0                                               | 1                                               | 2                                               | 3                                               | 6                                               |
| 2019                                            | Осмина финала                                   | 16.                                             | 4                                               | 1                                               | 0                                               | 3                                               | 2                                               | 7                                               |
| 2023                                            | Квалификовале се                                | Квалификовале се                                | Квалификовале се                                | Квалификовале се                                | Квалификовале се                                | Квалификовале се                                | Квалификовале се                                | Квалификовале се                                |
| Укупно                                          | 9/9                                             | -                                               | 26                                              | 4                                               | 3                                               | 19                                              | 20                                              | 63                                              |

### Олимпијске игре
| Олимпијске игре − резултати | Олимпијске игре − резултати | Олимпијске игре − резултати | Олимпијске игре − резултати | Олимпијске игре − резултати | Олимпијске игре − резултати | Олимпијске игре − резултати | Олимпијске игре − резултати | Олимпијске игре − резултати |
| Година                      | Резултат                    | Утакмица                    | Победа                      | Нерешено                    | Изгубљено                   | ГД                          | ГП                          |                             |
| --------------------------- | --------------------------- | --------------------------- | --------------------------- | --------------------------- | --------------------------- | --------------------------- | --------------------------- | --------------------------- |
| 1996                        | Нису се квалификовале       | Нису се квалификовале       | Нису се квалификовале       | Нису се квалификовале       | Нису се квалификовале       | Нису се квалификовале       | Нису се квалификовале       | Нису се квалификовале       |
| 2000                        | Групна фаза                 | 3                           | 0                           | 0                           | 3                           | 3                           | 9                           |                             |
| 2004                        | Четвртфинале                | 3                           | 1                           | 0                           | 2                           | 3                           | 4                           |                             |
| 2008                        | Групна фаза                 | 3                           | 0                           | 0                           | 3                           | 1                           | 5                           |                             |
| 2012                        | Нису се квалификовале       | Нису се квалификовале       | Нису се квалификовале       | Нису се квалификовале       | Нису се квалификовале       | Нису се квалификовале       | Нису се квалификовале       | Нису се квалификовале       |
| 2016                        | Нису се квалификовале       | Нису се квалификовале       | Нису се квалификовале       | Нису се квалификовале       | Нису се квалификовале       | Нису се квалификовале       | Нису се квалификовале       | Нису се квалификовале       |
| 2021                        | Нису се квалификовале       | Нису се квалификовале       | Нису се квалификовале       | Нису се квалификовале       | Нису се квалификовале       | Нису се квалификовале       | Нису се квалификовале       | Нису се квалификовале       |
| Укупно                      | 3/6                         | 9                           | 1                           | 0                           | 8                           | 7                           | 18                          |                             |

### Афрички Куп нација у фудбалу за жене
| Афрички Куп нација − резултати | Афрички Куп нација − резултати | Афрички Куп нација − резултати | Афрички Куп нација − резултати | Афрички Куп нација − резултати | Афрички Куп нација − резултати | Афрички Куп нација − резултати | Афрички Куп нација − резултати |
| Година                         | Коло                           | Ута                            | Поб                            | Нер                            | Изг                            | ГД                             | ГП                             |
| ------------------------------ | ------------------------------ | ------------------------------ | ------------------------------ | ------------------------------ | ------------------------------ | ------------------------------ | ------------------------------ |
| 1991                           | Шампионке                      | 6                              | 6                              | 0                              | 0                              | 20                             | 2                              |
| 1995                           | Шампионке                      | 6                              | 6                              | 0                              | 0                              | 27                             | 2                              |
| 1998                           | Шампионке                      | 5                              | 5                              | 0                              | 0                              | 28                             | 0                              |
| 2000                           | Шампионке                      | 5                              | 4                              | 1                              | 0                              | 19                             | 2                              |
| 2002                           | Шампионке                      | 5                              | 4                              | 0                              | 1                              | 15                             | 2                              |
| 2004                           | Шампионке                      | 5                              | 4                              | 1                              | 0                              | 18                             | 2                              |
| 2006                           | Шампионке                      | 5                              | 5                              | 0                              | 0                              | 18                             | 2                              |
| 2008                           | Треће место                    | 5                              | 1                              | 3                              | 1                              | 3                              | 3                              |
| 2010                           | Шампионке                      | 5                              | 5                              | 0                              | 0                              | 19                             | 4                              |
| 2012                           | Четврто место                  | 5                              | 3                              | 0                              | 2                              | 8                              | 4                              |
| 2014                           | Шампионке                      | 5                              | 5                              | 0                              | 0                              | 16                             | 3                              |
| 2016                           | Шампионке                      | 5                              | 4                              | 1                              | 0                              | 13                             | 1                              |
| 2018                           | Шампионке                      | 5                              | 2                              | 2                              | 1                              | 10                             | 1                              |
| 2022                           | Четврто место                  | 6                              | 3                              | 1                              | 2                              | 9                              | 4                              |
| Укупно                         | 11. титула                     | 73                             | 57                             | 9                              | 7                              | 223                            | 32                             |